# وامبت ۶۸۲۷
سیارک ۶۸۲۷ (به انگلیسی: 6827 Wombat، نامگذاری:1990SN4) شش هزار و هشتصد و بیست و هفتمین سیارک کشف شده‌است که در ۲۷ سپتامبر ۱۹۹۰ کشف شد.
قدر مطلق سیارک برابر ۱۲٫۵۰ است.